# Advent Records
Advent Records bylo americké hudební vydavatelství, specializující se na blues. Bylo založeno v roce 1972 Frankem Scottem a zaniklo v roce 1978. Mezi umělce, kteří s tímto vydavatelstvím spolupracovali, patří Robert Lockwood, Jr., Sonny Rhodes a Eddie Taylor.